# روتندو ماکور
روتندو ماکور (انگلیسی: Rutendo Makore؛ زادهٔ ۳۰ سپتامبر ۱۹۹۲) یک فوتبالیست پست مهاجم اهل زیمبابوه است.
وی که بازیکن تیم ملی فوتبال بانوان زیمبابوه است به نمایندگی از این کشور در رقابت‌های فوتبال بانوان در بازی‌های المپیک تابستانی ۲۰۱۶ حضور داشت.